# Cristina Romera Castillo
Cristina Romera Castillo (Jaén, 1982) es una oceanógrafa española, que ejerce su actividad científica en el Instituto de Ciencias del Mar de Barcelona (ICM-CSIS) donde estudia las consecuencias ambientales de la presencia de plástico en el mar. Todos sus hallazgos arrojan luz sobre cómo los plásticos están alterando a los organismos más abundantes en los océanos.

## Trayectoria
Licenciada en Química por la Universidad de Jaén, trabajó durante dos años en las moléculas antioxidantes contenidas en la madera de laurel. Posteriormente, se trasladó al Instituto de Ciencias del Mar de Barcelona (ICM-CSIC) para realizar su tesis doctoral. Estudia el ciclo del carbono en el océano vinculando análisis químicos y microbiológicos. Participó en varias campañas oceanográficas en el Pacífico, el Atlántico, el Ártico y el Mediterráneo.
Después de obtener su doctorado, pasó varios años viajando por el mundo como investigadora postdoctoral. Durante estos años que pasó en el extranjero, aprendió más sobre la materia orgánica que se disuelve en el océano y en los humedales, como en el Parque nacional de los Everglades de Florida.
Sus estudios la llevan a preguntarse si el plástico que flota en el mar podría agregar más carbono al que ya existe en el océano y así interrumpir el ciclo del carbono. Ha encontrado resultados interesantes que han tenido un impacto significativo, tanto en el mundo académico como en los medios de comunicación. En los últimos años ha estudiado la liberación de compuestos de carbono y las bacterias capaces de biodegradarlos.
Es autora del libro divulgativo AntropOcéano, cuidar los mares para salvar la vida, en el que muestra cómo el océano es uno de los aliados fundamentales contra el cambio climático, y aporta muchos conocimientos sobre el océano a muchos niveles.

## Reconocimientos
A lo largo de su carrera, Cristina Romera Castillo ha sido reconocida con diversos premios que destacan tanto su talento como la relevancia de sus investigaciones. En 2017 recibió el Premio Joven Investigador de la Universidad de Viena (Austria), un reconocimiento al potencial científico emergente. Dos años más tarde, en 2019, fue galardonada con el Premio L'Oréal-UNESCO a Mujeres en Ciencia, que pone en valor la contribución de las mujeres al avance del conocimiento científico.
En 2020, su estudio sobre cómo los plásticos afectan al crecimiento de bacterias marinas, publicado en la revista Nature Communications, le valió el prestigioso Premio Raymond L. Lindeman, otorgado a investigaciones destacadas en ecología. Ese mismo año, obtuvo también el premio a Jóvenes Talentos Internacionales de la Fundación Internacional L'Oréal-UNESCO, convirtiéndose en la séptima científica española en recibir esta distinción desde su creación.